# Paul von Buol
Paul von Buol, genannt der Lux (* 1481 in Davos; † 18. Mai 1567 in Junkersboden, Davos Frauenkirch), war ein Schweizer Adeliger (Reichsfreiherr) von Adelsgeschlecht Buol.

## Familie
Paul (* 1478 oder 1481) war der zweite Sohn des Davoser Hauptmanns Hans von Buol (1440–1490) u.d. Elisabeth Accola (* um 1445).
Aus der Ehe mit Anna Mosteiner gingen drei Kinder hervor:
- Hans Buol * 1500 Davos, Ratsherr, ⚭ Euphrosine Beeli von Belfort T.d. Ulrich Beeli von Belfort und Elisabeth von Castelmur. Begründer der Linie Churwalden – von Buol-Strassberg und Schauenstein in Parpan
- Elsbeth Buol
- Fida Buol

In zweiter Ehe heiratete er um 1490 Anna Lampert, sie schenkte ihm dreizehn Kinder:
- Paul Buol * 1510 Säckelmeister
- Barbara Buol ⚭ Gaudenz Jecklin
- Ulrich Buol * vor 1561 Davos, † 1590, Bundslandammann und Podestat, ⚭ Ursula Schmid * Maladers
- Caspar Buol * ca. 1550 Davos, † 1600, ⚭ Drina Hosang
- Meinrad Buol * ca. 1500 Davos, † 11. Juni 1601, 1⚭ Elisabeth von Porta, 2⚭ Maria Bircher, 3⚭ Dorothea Müller
- David Buol * 1530 Davos, † 1574/1575, ⚭ Euphrosina Bitsch von Porta
- Anna Buol * 1544 Davos, † 1. Juli 1600 Sondrio, 1⚭ 1562 Hans Guler von Wynegg, S.d. Peter Guler von Wynegg u.d. Katharina Büsch, * 1500 Davos, † 1. März 1563, Bundslandammann und Oberst, 2⚭ 1568 Jakob von Ott, * um 1520 Grüsch, † 1584, Amman, 3⚭ 1591 Johannes Enderlin von Monzwick, Landeshauptmann * 1583, † 1611
- Maria Buol * 1540 Davos, † 1599, ⚭ Fortunat Sprecher, † 1599 Sondrio, Potestat
- Abraham Buol * ca. 1540 Davos, † 1580, Eherichter, ⚭ Katharina Bordmann
- Salomon von Buol * 1549 Davos, † April 1624, Eherichter und Säckelmeister zu Davos, Landammann, Bundslandammann, Magistrat und Oberstleutnant in Französischen Diensten, 1607 nobilitiert durch Heinrich IV. König von Frankreich ⚭ Verena Andres
- Lorenz Buol * Davos, † 1585, ⚭ Dorothea Wildener
- Katharina Buol * Davos, 1⚭ Johann von Porta, 2⚭ Caspar Beeli
- Herkules Buol * Davos

Aus weiteren Verbindungen sollen noch zwölf Kinder hervorgegangen sein:
In der Davoser Chronik wird erwähnt: Er ist 25 kinder vater gewesen, deren 14, mehren theils söhn, 9 söhn, 5 töchteren, lang und große leüth, bey seinem läben sind verheürath gewessen. Die kinder, enigkli, auch ur enigkli befunden sich ob 300 persohnen.

## Werdegang
Paul von Buol war einer der angesehensten Männer des Landes, war Landammann der Landschaft Davos und 1527 Hauptmann oder Bundslandammann des Zehngerichtebundes. Bis 1565 wechselte er in diesem Amt mit Oberst Johann Guler. Er diente dem französischen König bei verschiedenen Kriegsanlässen. Letztlich befehligte er als Oberst sämtlichen graubündischen Truppen in französischen Diensten. 1531 im Zweiten Müsserkrieg im Sturm auf Morbegno wurde er schwer verwundet. Er war Gesandter in Frankreich und 1557 Podestà zu Morbegno.
Er starb in seinem Haus in Junkersboden (Heimwesen gegenüber Frauenkirch auf der linken Talseite) am Pfingstsonntag des Jahres 1567 im 89ten Lebensjahr. Der Chronist schreibt: Ein hoch verständiger, wohl gegründer, beredter, tugendhaft und wohl weiser Mann, reich und ehrsam mit Reichen und Armen, friedsam mit jedermann. Er war trotz seines Alters noch ein hübscher, starker Mann. Gott gebe ihm den ewigen Lohn.
Er wurde in der Kirche St. Johann in Davos-Platz beigesetzt.